# Turnês de Christina Aguilera

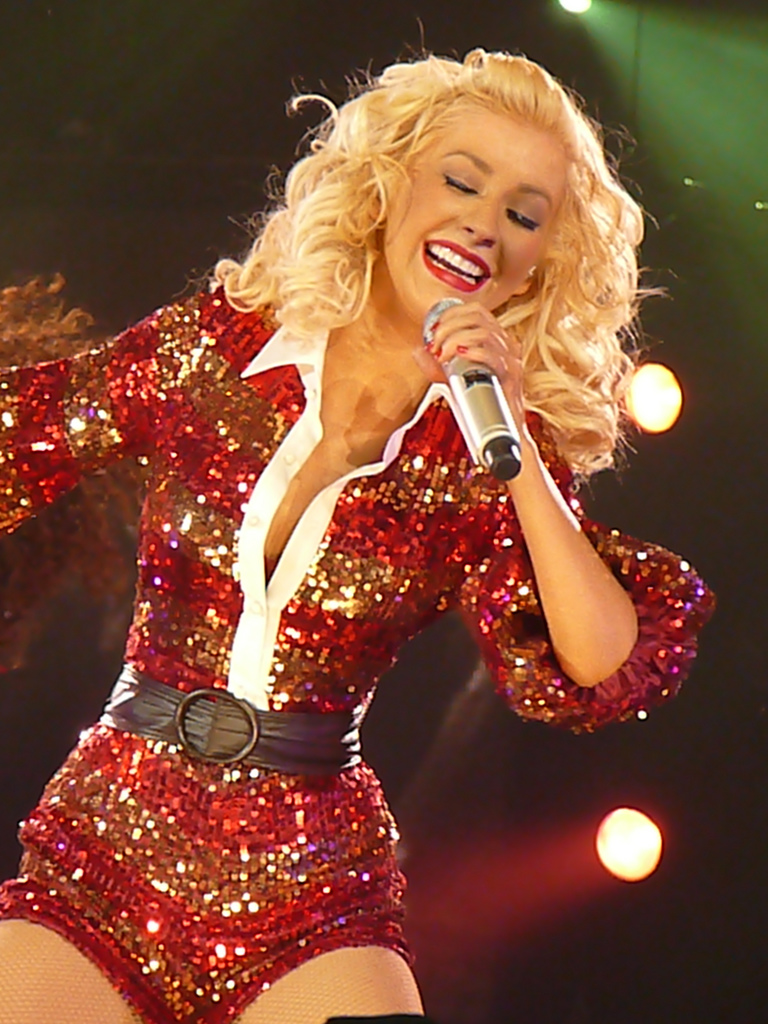
Christina em uma das suas apresentações na Back to Basics Tour. Tornou-se a sua turnê mundial de maior sucesso por parte do público, arrecadando mais de 124 milhões de dólares em mais de um ano de estrada.

A artista musical norte-americana Christina Aguilera embarcou em cinco turnês, sendo três delas mundialmente e duas pela América do Norte. O seu primeiro espetáculo, Christina Aguilera in Concert, iniciou-se em 19 de maio de 2000, visitando apenas o território norte-americano, sendo que o ato de abertura foi feito pelo grupo Destiny's Child. No ano seguinte, ela continuou as apresentações, acrescentando data na América do Sul e Ásia, promovendo seus dois álbuns lançados, Christina Aguilera (1999) e Mi Reflejo (2000). Em 2003, Aguilera embarcou ao lado de Justin Timberlake na turnê conjunta Justified and Stripped Tour, que contou com 45 datas pela América do Norte, onde ambos os artistas promoveram seus novos projetos, Stripped e Justified, respectivamente. O alinhamento musical da parte da cantora no concerto contava ainda com canções de seus álbuns anteriores, como "Genie in a Bottle", "What a Girl Wants", "Falsas Esperanzas", entre outras. A turnê iniciou-se em 4 de junho de 2003, com seus shows de abertura sendo realizados pelo grupo The Black Eyed Peas. Até o fim do ato, em 2 de setembro de 2003, ela havia arrecadado mais de 45 milhões de dólares. Duas semanas depois, Aguilera continuou o espetáculo sozinha, sob o título de Stripped World Tour, visitando também a Europa, Austrália e o Japão. Encerrada em dezembro de 2003, era esperado que ela retornasse com as apresentações nos Estados Unidos no verão de 2004; no entanto, 29 datas foram canceladas devido a lesões em suas cordas vocais. Até o fim da turnê, foi arrecadado mais de 75 milhões de dólares.
Para promover o seu quinto disco, Back to Basics (2006), Aguilera embarcou na Back to Basics Tour, iniciada em 17 de novembro de 2006. Na América do Norte, os concertos tinham como ato de abertura shows de Danity Kane e The Pussycat Dolls. A turnê incluía como tema visual o cabaré, circo e juke joint. Além disso, a parte circense do show iniciava-se com um vídeo no telão exibindo a cantora caracterizada como um ato de circo, enquanto malabaristas, acrobatas, contorcionistas e equilibristas se apresentavam no palco ao som da canção "Enter the Circus". Em seguida, ela aparecia no palco para interpretar "Welcome", caracterizada como uma apresentadora de circo. As peças de roupas do concerto foram todas desenhadas por Roberto Cavalli. Mundialmente, o espetáculo conseguiu lucrar cerca de 90 milhões de dólares, tornando-se o concerto de maior bilheteria por uma artista feminina em 2007. Em 10 de maio de 2010, Aguilera anunciou que iria embarcar na The Bionic Tour para promover seu sexto álbum de inéditas, Bionic (2010). De acordo com a Live Nation Entertainment, o concerto iria iniciar em 15 de julho de 2010 e contaria com a participação de Leona Lewis como ato de abertura. No entanto, a artista decidiu cancelar a turnê para se concentrar na estreia de seu primeiro filme, Burlesque. Em maio de 2018, após uma década fora dos palcos, Aguilera anunciou a The Liberation Tour para cobrir a divulgação de seu oitavo disco, Liberation (2018).

## Turnês
| Ano | Título                        | Duração                                         | Número de apresentações |
| --- | ----------------------------- | ----------------------------------------------- | ----------------------- |
| 2000–01 | Christina Aguilera in Concert | 19 de maio de 2000 – 1 de fevereiro de 2001     | 81                      |
| Aguilera embarcou em sua primeira turnê entre 2000 e 2001. Realizada para promover seus dois primeiros discos, Christina Aguilera (1999) e Mi Reflejo (2000), a artista visitou diversas cidades da América do Norte. Devido ao sucesso comercial, o espetáculo foi estendido até a América do Sul e Ásia durante o ano de 2001. Críticos comentaram que o visual de Aguilera nos concertos eram semelhantes ao de Madonna na sua turnê Blond Ambition World Tour (1990), e seus vocais eram semelhantes aos de Mariah Carey. Destiny's Child e Alecia Elliott foram alguns dos nomes que fizeram a abertura da série de shows. |                               |                                                 |                         |
| 2003 | Justified & Stripped Tour     | 4 de junho de 2003 – 2 de setembro de 2003      | 45                      |
| Em meados de 2003, Aguilera embarcou com o cantor Justin Timberlake na Justified and Stripped Tour para promover seus respectivos projetos, Stripped e Justified (2002). O espetáculo teve datas apenas em território norte-americano, com 45 concertos marcados no país, sendo que os atos de abertura foram realizados pelo grupo The Black Eyed Peas. Durante a turnê, a artista apresentou suas canções de trabalho e prestou tributos a Etta James com duas de suas canções, "At Last" e "I Prefer You". Recebida com comentários mistos dos críticos de música, a imagem de Aguilera no espetáculo foi comparada com a cantora Cher devido seu sex appeal, enquanto a de Timberlake comparada a de George Michael. Durante as apresentações do tema "Beautiful", no fim do concerto, Aguilera costumava usar uma camisa escrita "Deus não vê cor". Até o seu término, o espetáculo havia arrecadado mais de 45 milhões de dólares. |                               |                                                 |                         |
| 2003 | Stripped World Tour           | 22 de setembro de 2003 – 17 de dezembro de 2003 | 37                      |
| No final de 2003, Aguilera decidiu continuar a divulgação do disco Stripped sem Justin Timberlake. Além de datas pela América do Norte, a cantora visitou a Europa, Austrália e o Japão. Devido ao sucesso de público no espetáculo, novas datas foram anunciadas e era esperado retornar à América do Norte no verão de 2004; no entanto, 29 datas foram canceladas devido a lesões nas cordas vocais da artista. Até o fim dos shows, a turnê havia faturado mais de 75 milhões de dólares. |                               |                                                 |                         |
| 2006–08 | Back to Basics Tour           | 17 de novembro de 2006 – 24 de outubro de 2008  | 81                      |
| No final de 2006, Aguilera iniciou o espetáculo para promover seu quinto disco, Back to Basics (2006). Diferente de suas turnês anteriores, a cantora adquiriu um visual mais maduro, inspirado em Marilyn Monroe e Marlene Dietrich. O ato foi elogiado pelos críticos por seu conteúdo extravagante e os vocais de Aguilera, com outros comentando que ela havia melhorado sua presença de palco. Com peças desenhadas por Roberto Cavalli, o espetáculo tinha como temas principais o circo, cabaré e juke joint, populares durante os anos de 1940, os quais serviam também como base para o disco promovido na turnê. Durante o ato circense, alguns artistas de circo, como malabaristas e acrobatas, marcavam presença no palco com a artista. Encerrada em julho de 2007, o concerto retornou em outubro de 2008 com mais três datas, sendo duas na Ucrânia e uma nos Emirados Árabes Unidos. Mundialmente, conseguiu arrecadar mais de 90 milhões de dólares, se tornando o ato feminino de maior sucesso em 2007. O concerto ainda rendeu a cantora duas indicações ao Billboard Touring Awards. |                               |                                                 |                         |
| 2018 | The Liberation Tour           | 25 de setembro de 2018 – 13 de novembro de 2018 | 21                      |
| Em 9 de maio de 2018, a intérprete anunciou que retornaria aos palcos para sua primeira turnê após uma década, cobrindo a divulgação de seu oitavo álbum de estúdio, Liberation. Após vinte e uma datas realizadas pelos Estados Unidos, o espetáculo foi recebido com avaliações positivas da crítica especializada. O jornal Chicago Tribune elogiou a sua "produção digna de uma arena" e os vocais de Aguilera nas apresentações, enquanto a Billboard prezou pela presença de palco da artista. Com os concertos realizados no Radio City Music Hall, em Nova Iorque, entre os dias 3 e 4 de outubro, foi arrecadado em bilheteria mais de 1 milhão de dólares. |                               |                                                 |                         |

## Residências
| Ano | Título        | Duração                                 | Número de apresentações |
| --- | ------------- | --------------------------------------- | ----------------------- |
| 2019 | The Xperience | 31 de maio de 2019 – 7 de março de 2020 | 26                      |
| Em 29 de janeiro de 2019, Aguilera anunciou através de suas redes sociais o seu primeiro concerto de residência, contando com vinte e seis datas marcadas no Zappos Theater, localizado no Planet Hollywood Resort and Casino em Las Vegas, Nevada. Com produção realizada pela Live Nation Entertainment, é previsto que o espetáculo inicie em 31 de maio de 2019 e tenha seu encerramento realizado em 7 de março de 2020. |               |                                         |                         |

## Canceladas
| Ano | Título          | Duração                                                | Número de apresentações |
| --- | --------------- | ------------------------------------------------------ | ----------------------- |
| 2010 | The Bionic Tour | 15 de julho de 2010 – 19 de agosto de 2010 (planejada) | —                       |
| Anunciada em maio de 2010, a turnê serviria como objeto na promoção do sexto projeto da cantora, Bionic (2010). De acordo com a Live Nation Entertainment — empresa responsável pela produção do espetáculo —, a série de apresentações teriam início em 15 de julho de 2010 e contariam com a participação de Leona Lewis como ato de abertura. No entanto, em 25 de maio, Aguilera anunciou que precisava de mais tempo para se concentrar na sua estreia nos cinemas, no filme musical Burlesque, cancelando então as apresentações. Apesar de cogitar retomar o concerto mais tarde, isto nunca aconteceu. |                 |                                                        |                         |